# Харитонова, Елена Германовна
Еле́на Ге́рмановна Харито́нова (род. 11 января 1965, Бердск, Новосибирская область, СССР) — российская актриса кино, театра и дубляжа, Заслуженная артистка РФ (1999), Народная артистка РФ (2008).

## Биография
Родилась 11 января 1965 года в городе Бердск Новосибирской области.
В 1987 году окончила Высшее театральное училище имени М. С. Щепкина; курс Ю. М. Соломина. В том же году молодая актриса была приглашена в Самарский театр драмы имени М. Горького, где прослужила 7 лет. Изумительные внешние данные, щедрый талант, сценическое обаяние и заразительный темперамент, великолепная пластика — все эти замечательные качества быстро позволили ей стать одной из ведущих актрис самарской труппы и сыграть лучшие роли отечественного и зарубежного классического репертуара.
В 1994 году перешла в Малый театр, где уже почти 30 лет служит искусству старейшей драматической сцены страны. За эти годы исполнила 20 ролей и вошла в число актрис, на которых держится репертуар Малого театра. Регулярно участвует в концертных программах оркестра Малого театра, занимается шефской работой на предприятиях и в воинских частях. Вела занятия по сценической речи на режиссёрском факультете Самарского педагогического института.
Активно занимается озвучиванием зарубежных фильмов и сериалов — её голосом говорят Кэтрин Хепберн, Софи Лорен, Жюльет Бинош, Изабель Юппер, Мэрил Стрип, Гленн Клоуз, Шэрон Стоун, Виктория Абриль, Кейт Уинслет, Анджелина Джоли, Трине Дюрхольм.

## Творчество

### Театральные работы

#### Самарский театр драмы имени М. Горького
- Грушенька («Братья Карамазовы» Ф. М. Достоевского),
- Глафира («Волки и овцы» А. Н. Островского),
- Инкен («Перед заходом солнца» Г. Гауптмана),
- Эпифания («Миллионерша» Дж. Б. Шоу),
- Финея («Дурочка» Лопе де Вега),
- Софья («Горе от ума» А. С. Грибоедова),
- Леди Мильфорд («Коварство и любовь» Ф.Шиллера).

#### Малый театр
- 06.12.1994 г. (ввод) Глафира «Волки и овцы» А. Н. Островского
- 29.04.1995 г. (премьера) царица Мария Федоровна «Царь Иоанн Грозный» А. К. Толстого
- 20.10.1995 г. (премьера) Смельская «Таланты и поклонники» А. Н. Островского
- 29.12.1995 г. (премьера) принцесса Эльза «Снежная королева» Е. Шварца
- 04.02.1996 г. (премьера) Ольга «Чудаки» М. Горького
- 24.10.1997 г. (премьера) Маргарита «Тайны Мадридского двора» Э. Скриба, Е. Легуве
- 27.12.1998 г. (премьера) леди Мильфорд «Коварство и любовь» Ф. Шиллера
- 24.12.1999 г. (премьера) Воронцова «Хроника дворцового переворота» Г. Турчиной
- 28.02.2001 г. (премьера) Доротея Люстиг «Хэппи энд» С. Сондхайма, Д. Фурта
- 20.01.2002 г. (ввод) г-жа Меркаде «Делец» О. Бальзака
- 26.12.2002 г. (премьера) Анна Австрийская «Плащ кардинала» П. Гусева по А. де Виньи
- 17.11.2004 г. (премьера) Попова «Свадьба, свадьба, свадьба!» по произведениям А. П. Чехова
- 04.03.2007 г. (премьера) Марина Мнишек «Дмитрий Самозванец и Василий Шуйский» А. Н. Островского
- 14.11.2008 г. (премьера) Марья Семеновна Косарева (Касатка) «Касатка» А. Н. Толстого
- 26.12.2013 г. (ввод) Харита Игнатьевна Огудалова «Бесприданница» А. Н. Островского
- 19.04.2014 г. (премьера) Баронесса Штраль, «Маскарад» М. Ю. Лермонтова
- 24.12.2015 г. (ввод) Бетти Дорланж, «Школа налогоплательщиков» («Как обмануть государство») Л. Вернея и Ж. Берра
- 19.05.2016 г. (премьера) Бланш, «Трамвай „Желание“» Т. Уильямса
- 27.06.2017 г. (премьера) Мери, «Маленькие трагедии» А. С. Пушкина
- 03.03.2019 г. (премьера) Беттина, «Перед заходом солнца» Г. Гауптмана
- 11.12.2020 г. (премьера) Кукушкина, «Доходное место» А. Н. Островского
- 11.03.2023 г. (премьера) Атуева, «Свадьба Кречинского» А. Колкера

### Фильмография
- 1984 — Зачем человеку крылья — эпизодическая роль
- 1998 — Царь Иоанн Грозный (фильм-спектакль) — Мария Фёдоровна
- 2000 — Чудаки (фильм-спектакль) — Ольга
- 2001 — Хроника дворцового переворота (фильм-спектакль) — Воронцова
- 2005 — Свадьба, свадьба, свадьба! (фильм-спектакль) — Елена Ивановна Попова
- 2006 — Тайны Мадридского двора (фильм-спектакль) — Маргарита — принцесса
- 2008 — Адвокат-5 — жена Рогова (7-я серия «Красивая жизнь»)
- 2009 — Предлагаемые обстоятельства (сериал) — Нина Львовна — тётя жениха (Часть 2 «Свадьба»)
- 2016 — Маскарад (фильм-спектакль) — баронесса Штраль

### Озвучивание

#### Кино
- 2015-2017 — Великолепный век. Империя Кёсем — Хандан Султан (Тюлин Озен)
- 2016 — Фантастические твари и где они обитают — Серафина Пиквери (Кармен Эджого)
- 2016 — Основатель — Этель Крок (Лора Дерн)
- 2017 — Джон Уик 2 — Джианна Д’Антонио (Клаудия Джерини)
- 2018 — Аквамен — Атланна (Николь Кидман)
- 2018 — Фантастические твари: Преступления Грин-де-Вальда — Серафина Пиквери (Кармен Эджого)
- 2023 — Все страхи Бо — Мона Вассерман (Пэтти Люпон)

#### Компьютерные игры
- 2011 — Portal 2 — GLaDOS / турели / Кэролайн
- 2012 — Assassin’s Creed III — Гадзидзио
- 2016 — Battlefield 1 — Мать
- 2018 — Detroit: Become Human — Аманда
- 2020 — Black Mesa — женщины-учёные[1] (озвучка студии GamesVoice, 2023 г.)
- 2021 — Resident Evil: Village — Леди Димитреску
- 2022 — Horizon: Forbidden West — Тильда ван дер Меер
- 2023 — Atomic Heart — Екатерина Олеговна Вишневская

#### РАДИОТЕАТР и ТЕАТР У МИКРОФОНА[2]
- БАБА ЯГА ПРОТИВ ВАСИЛИСЫ ПРЕМУДРОЙ. Музыкальная сказка
- ВОРОНЬЯ РОЩА. ДОМ ОКНАМИ В ПОЛЕ. Александр Вампилов
- ЗИМОВЬЕ ЗВЕРЕЙ. Музыкальная сказка
- КАК КУРИЦА ЛАПОЙ: ЩЕЛКУНЧИК
- НЕОПАЛИМАЯ КУПИНА. Борис Васильев
- ПО СЛЕДАМ КОЛОБКА. Валентина Дёгтева — Музыкальная сказка
- ПО ЩУЧЬЕМУ ВЕЛЕНИЮ. Музыкальная сказка
- ДВА РАССКАЗА Александр Солженицын («Случай на станции Кочетовка»)
- СУЕР-ВЫЕР. ПЕРГАМЕНТ. Юрий Коваль
- СТЕПЬ — А. П. Чехов
- ЧУЖАЯ ЖЕНА И МУЖ ПОД КРОВАТЬЮ. Ф. М. Достоевский
- ХИТРОУМНЫЙ ИДАЛЬГО ДОН КИХОТ ЛАМАНЧСКИЙ. Мигель де Сервантес Сааведра

## Награды
- 1999 — Заслуженная артистка РФ[3]
- 2008 — Народная артистка РФ[4]
- 2020 — Диплом имени народной артистки РСФСР Л. А. Лозицкой «За сохранение русской классики на отечественной сцене».
- 2020 — Благодарность Императорского дома Романовых (Великая княгиня Мария Владимировна, 10.12.2020, г. Мадрид).